# Kettershausen
Kettershausen je obec v německé spolkové zemi Bavorsko, v zemském okrese Unterallgäu ve vládním obvodu Švábsko.
V roce 2015 zde žilo 1 745 obyvatel.

## Poloha
Sousední obce jsou: Babenhausen, Breitenthal, Buch, Ebershausen, Kirchhaslach, Oberroth a Unterroth.